# Hańba!

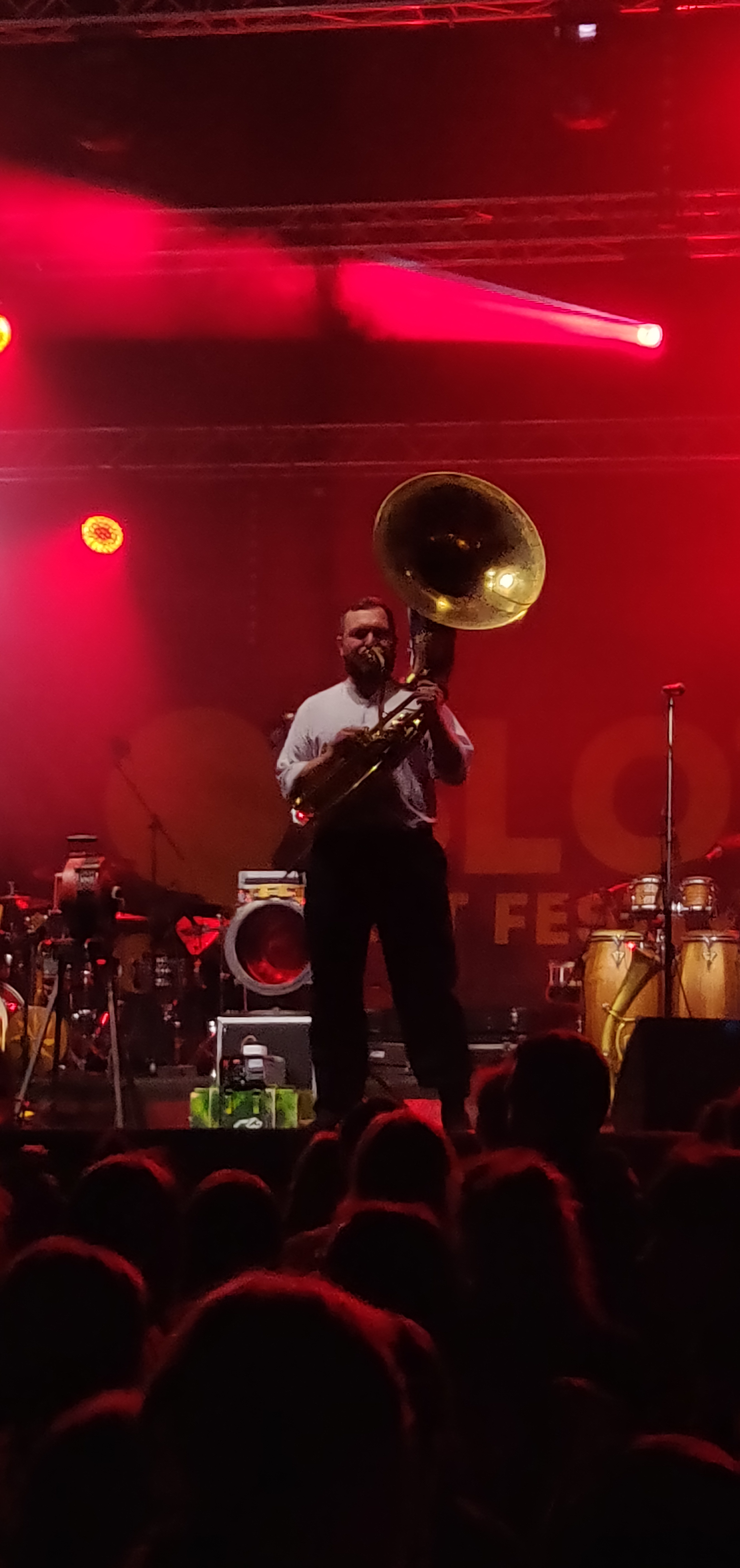
Ignacy Woland na koncercie podczas Slot Art Festival 2022

Hańbaǃ (dawniej Zbuntowana Orkiestra Podwórkowa „Hańba!”) – polski zespół muzyczny założony w 2013 w Krakowie (aktywny koncertowo od roku 2013), grający muzykę punkrockową z elementami folku i muzyki klezmerskiej. W swych utworach opowiada o międzywojennej Polsce, krytycznie odnosząc się do takich problemów II RP jak: rozwarstwienie społeczne, bieda, antysemityzm, nacjonalizm, faszyzm czy też sanacyjny autorytaryzm. Na potrzeby tej krytyki często wykorzystuje ironię. Zespół poruszał także tematykę historii alternatywnej. Muzycy wykorzystują tradycyjne instrumentarium do ekspresyjnych, punkowych aranżacji, śpiewając teksty własne oraz m.in. Juliana Tuwima, Władysława Broniewskiego, Lucjana Szenwalda i Jana Brzechwy. Członkowie grupy grali wcześniej w zespołach folkowych (Bumtralala, Południca!), punkowych (Ziemniaki), indierockowych (SuperXiu, Two Red Triangles), a także metalowych (Crowmoth).

Wyobraźmy sobie, że punk rock nie powstaje na wyspach brytyjskich w latach siedemdziesiątych, lecz w międzywojennej Polsce, jako wyraz buntu przeciwko autorytarnym rządom sanacji. Oto, czym jest Hańba!

## Historia
Pomysł założenia zespołu padł w 2011 roku. Zespół początkowo miał się nazywać Luxtorpeda. Pomysł na nazwę „Hańba!” wziął się z filmu Śmierć prezydenta Jerzego Kawalerowicza, w którym ta kwestia jest często powtarzana.
Pierwszy raz na żywo wystąpili w rodzinnym Krakowie w marcu 2013 roku. Hańba! w latach 2013–2014 wydała trzy epki nakładem własnego wydawnictwa Karoryfer Lecoldsː w 2013 roku album Figa z makiem, natomiast w 2014 – Prosto w serce oraz Guma i gówno; wszystkie udostępnione bezpłatnie w internecie. 7 lutego 2016 roku wydana została debiutancka długogrająca płyta zespołu. W 2017 roku wydany został album Będą bićǃ.
Grupa muzyczna występowała już m.in. na Off Festivalu (2015), 36. Euroradio Folk Festival – EtnoKraków (2015), Festiwalu Filmu i Sztuki „Dwa Brzegi” (2015), Visegard Wave w Czeremsze (2014) czy Skrzyżowaniu Kultur – Sounds Like Poland (2014), a także w Narodowej Galerii Sztuki Zachęta (2014) oraz Muzeum Historii Żydów Polskich Polin (2015). W sierpniu 2015 roku amerykańska rozgłośnia KEXP nagrała ich koncert na ulicach katowickiego Nikiszowca. Zespół wystąpił również na Tauron Arenie 10 października 2018 roku, grając jako support dla Jacka White'a.

## Tematyka i inspiracje
Za teksty piosenek służą im wiersze międzywojennych poetów, np. Tuwima, Brzechwy i Broniewskiego. Inspirację stanowi „Polska przedwojenna z jej rewolucyjną i antysanacyjną poezją, kabaretami, kulturą robotniczą, folklorem politycznym i ludycznym”. Łączy rozmaite style muzyczne, m.in. punk rock, folk, muzykę klezmerską.

W II RP najciekawsze jest skondensowanie wszystkiego, co najlepsze i najgorsze w Polsce i w Polakach. Z jednej strony wielcy Polacy, fenomenalne wynalazki, najlepsza literatura, z drugiej analfabetyzm, ksenofobia, antysemityzm, bieda. (...) Spodobało nam się pewnie również to, że Rzeczpospolita była tyglem kulturowym, religijnym, etnicznym, za którym – jako osoby zafascynowane naprawdę różnymi gatunkami muzycznymi – czasem tęsknimy.

Zespół poruszał także tematykę historii alternatywnej (w albumie pt. "Nikt nam nie zrobił nic, czyli opowieść o tym, jak Polska w roku 1940 wespół z Anglią i Francją rozgromiła Rzeszę Niemiecką i stała się hegemonem Europy Środkowej").

## Skład
- Andrzej Zamenhof (naprawdęː Andrzej Zagajewski) – banjo, śpiew
- Tadeusz Król (naprawdęː Michał Radmacher) – akordeon, klarnet
- Antoni Skwarło (naprawdę: Sebastian Kaszyca) – bęben, instrumenty perkusyjne, akordeon,
- Adam Sobolewski (naprawdęː Mateusz Nowicki) – bęben, grzebień, śpiew
- Ignacy Woland (naprawdęː Jakub Lewicki) – tuba, śpiew[7][11]
- Seweryn Wołkow (naprawdęː Bartosz Wilk)[7][13]

## Dyskografia
- Figa z makiem (2013)
- Prosto w serce (2014)
- Guma i gówno (2014)
- Hańba! (2016)
- Będą bić![6] (2017)
- 1939[14] (2019)
- Nikt nam nie zrobił nic (2020)
- Kryzys (2023)
- 10:10 Piosenki Warszawskiej Jesieni (2025)
- 14:30 Na Żywo Z Rozbratu  (2025)

Zespół wykonał także cover utworu zespołu Vespa pod tytułem „Zejdź Mi Z Oczu”. Znalazł się on na singlu oraz albumie A Tribute to Vespa wydanym w 2017 r. przez Lou & Rocked Boys.

## Nagrody
- 2014 – laureat nagrody specjalnej im. Czesława Niemena 17. edycji Festiwalu Muzyki Folkowej Polskiego Radia Nowa Tradycja „za szczególną ekspresję i odwagę sceniczną”[8].
- 2017 – laureat Nagrody Artystycznej Miasta Torunia im. Grzegorza Ciechowskiego[17].
- 2018 – laureat Paszportu Polityki w kategorii Muzyka popularna za „muzyczno-literacko-polityczną rekonstrukcję, która daje efekt zaskakujący” za ich płytę Będą bić!, na której „uderzają w militaryzm, nacjonalizm, ksenofobię i przestrzegają przed coraz bardziej nieuchronną katastrofą”[11].